# Theo Wiederspahn
Theodor Alexander Josef Wiederspahn (* 19. Februar 1878 in Wiesbaden; † 12. November 1952 in Porto Alegre) war ein deutscher Architekt, Ingenieur und Bauunternehmer sowie eingebürgerter Brasilianer.

## Leben
Als Sohn eines Zimmermanns und Maurers erhielt Theo Wiederspahn in seiner Jugend eine qualifizierte Ausbildung in Bauwesen, Architektur und Dekoration. Er begann sein Berufsleben im Alter von 14 Jahren als Maurerlehrling bei Phillip Mauhs von 1892 bis 1894. Parallel schloss er seine Sekundarschulausbildung an der Fachschule für Bau- und Kunstgewerbeschule in ab Wiesbaden ab. Er absolvierte 1896 die Königliche Baugewerbeschule in Idstein und belegte gleichzeitig Kurse in Innenverkleidung, Metall- und Steinbearbeitung. Im Februar 1897 übernahm er die Stelle des Technischen Direktors bei der Baufirma Josef Strecke in Bonn. Später assistierte er seinem Vater, für dessen Firma er diverse Villen in Wiesbaden baute. Er heiratete zweimal und hatte sechs Kinder.
Den Hauptteil seiner Karriere verbrachte er in Rio Grande do Sul (Brasilien), wo er sich 1908 zusammen mit seiner zweiten Frau Maria Mina Haffner niedergelassen hatte.

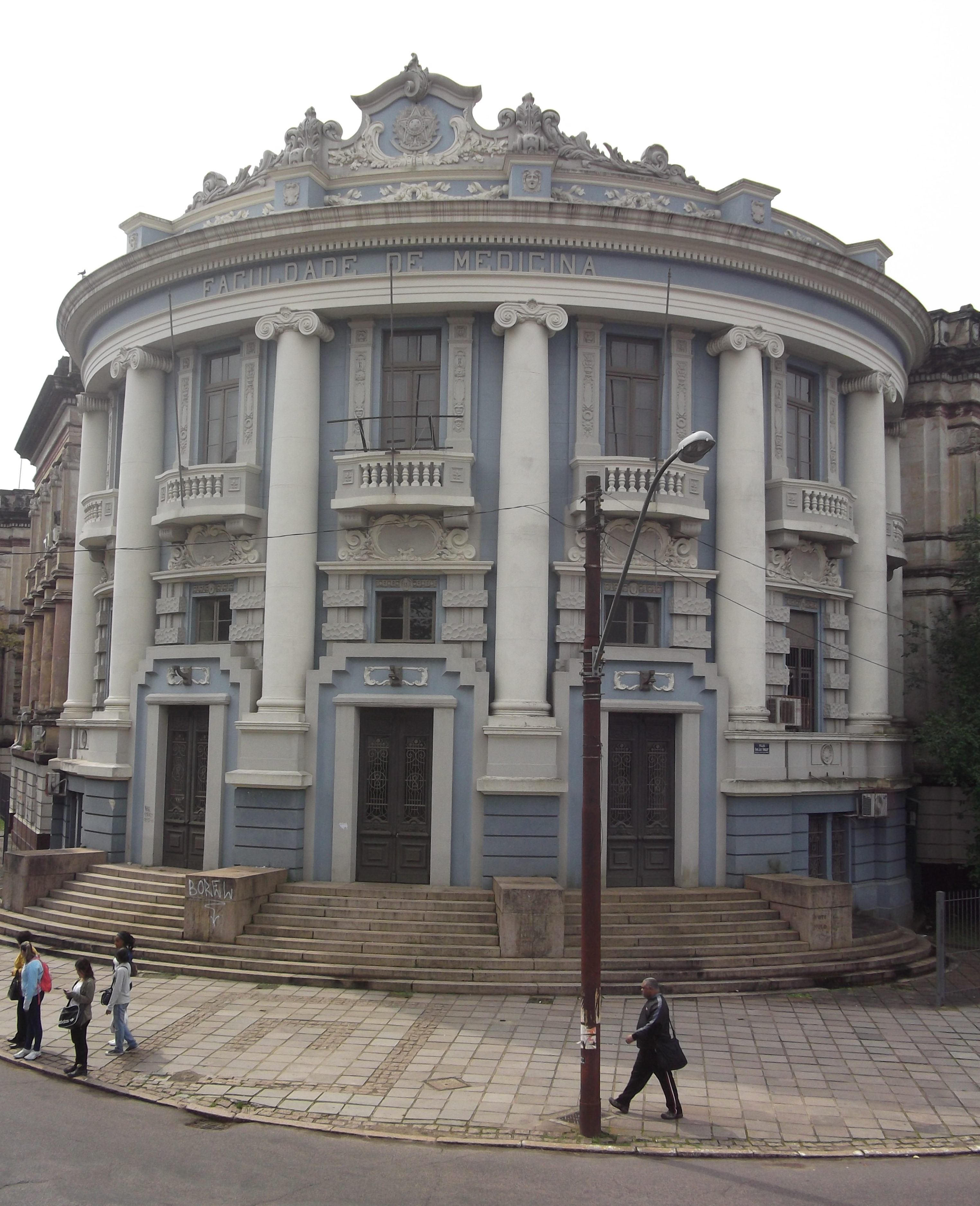
Medizinische Fakultät der Universidade Federal in Rio Grande du Sul, 2013

Seine Tätigkeit für das von Rudolf Ahrons geleitete führende Ingenieur- und Bauunternehmen von Porto Alegre fiel mit einer Periode regionaler wirtschaftlicher Prosperität zusammen. Dort schuf er mehrere majestätische und reich verzierte Gebäude des Eklektizismus, die noch heute zu den wichtigsten architektonischen Wahrzeichen der Stadt gehören. Nach der Schließung des Unternehmens im Jahr 1915 machte er sich selbstständig, hatte jedoch mit unterschiedlichen Schwierigkeiten zu kämpfen und ging zweimal in Konkurs. Trotzdem errichtete er in Porto Alegre und in verschiedenen Städten des Landesinneren Hunderte weiterer Gebäude unterschiedlicher Art und Funktion, von Schulen und Kirchen bis zu Wohnhäusern, von bürgerlichen Palästen bis zu großen Industrie- und Geschäftshäusern. Viele von ihnen waren von großer sozialer, historischer und künstlerischer Bedeutung und trugen entscheidend zur Erneuerung des architektonischen Panoramas des Staates bei. Im Laufe der Jahre entwickelte sich sein Stil weiter, wurde schlichter und funktionaler und näherte sich allmählich dem Art déco und der Neuen Sachlichkeit an.
Nach einer Periode der Vernachlässigung durch den Modernismus, dessen überwältigender Einfluss zum Abriss Dutzender seiner eklektischen Werke führte, wurde er wieder geschätzt, und heute ist seine Position als einer der wichtigsten Vertreter der Geschichte der Architektur von Porto Alegre und Rio Grande do Sul aufgrund der Quantität, Qualität, Vielfalt und Neuartigkeit seiner Projekte und konstruktiven Lösungen fest etabliert. Viele seiner Werke sind zum historischen und künstlerischen Erbe erklärt worden.

## Ausstellungen
- 2022: Arquiteto Theo Wiederspahn, Porto Alegre[6]
- 2024: Migration mal anders – Der Wiesbadener Architekt Theo Wiederspahn in Brasilien, Kunstarche Wiesbaden[7]